# Statut juridique de personne pour les grands singes

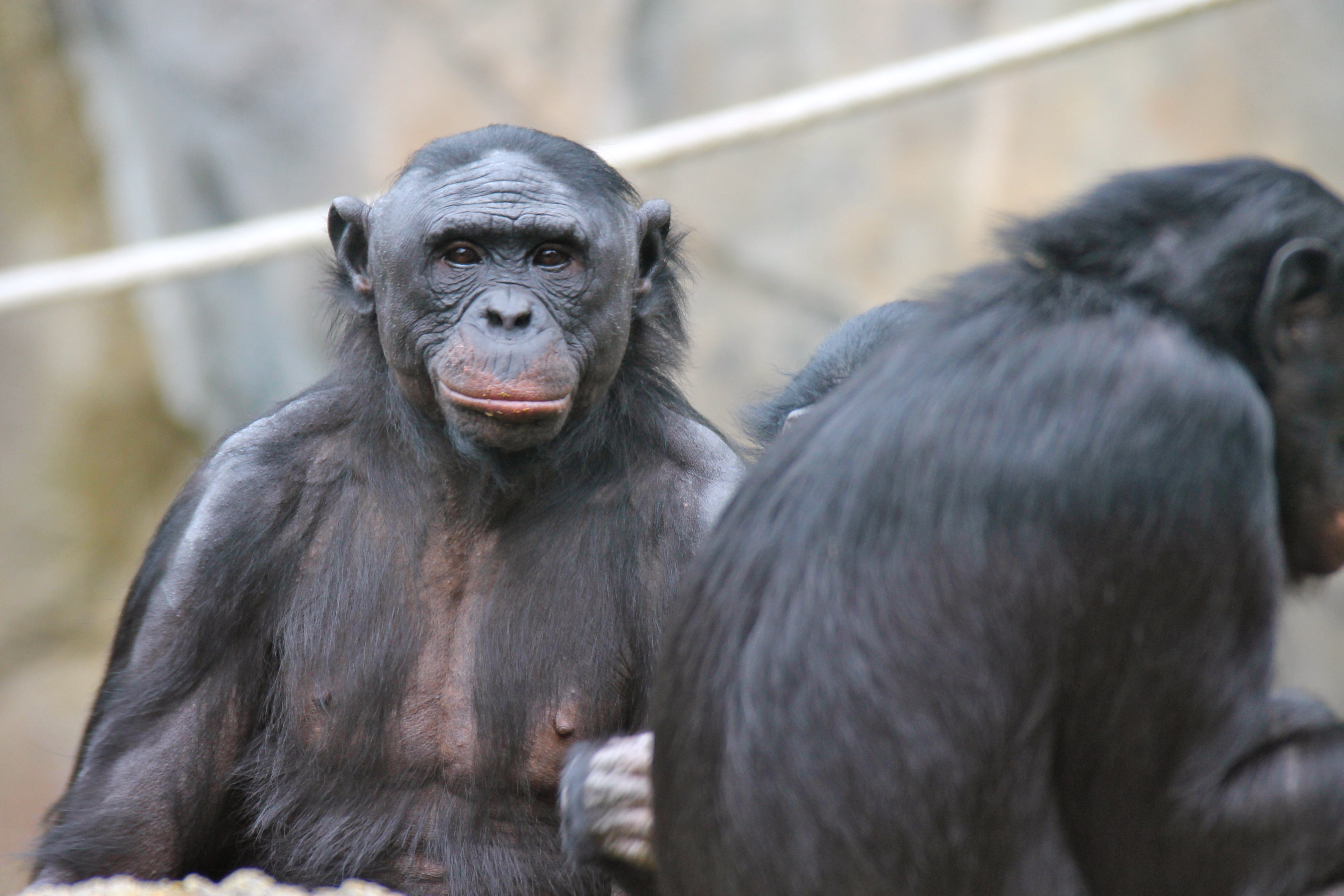
Bonobos, membres de la famille des grands singes

Le statut juridique de personne pour les grands singes vise à étendre le statut de personne et certaines protections juridiques aux membres non humains des hominidés ou de la famille des grands singes : chimpanzés, bonobos, gorilles et orangs-outans.
On trouve comme défenseurs de cette thèse en particulier les primatologues Jane Goodall et Dawn Prince-Hughes, le biologiste de l'évolution Richard Dawkins, les philosophes Paola Cavalieri et Peter Singer et le juriste Steven M. Wise.

## Statut

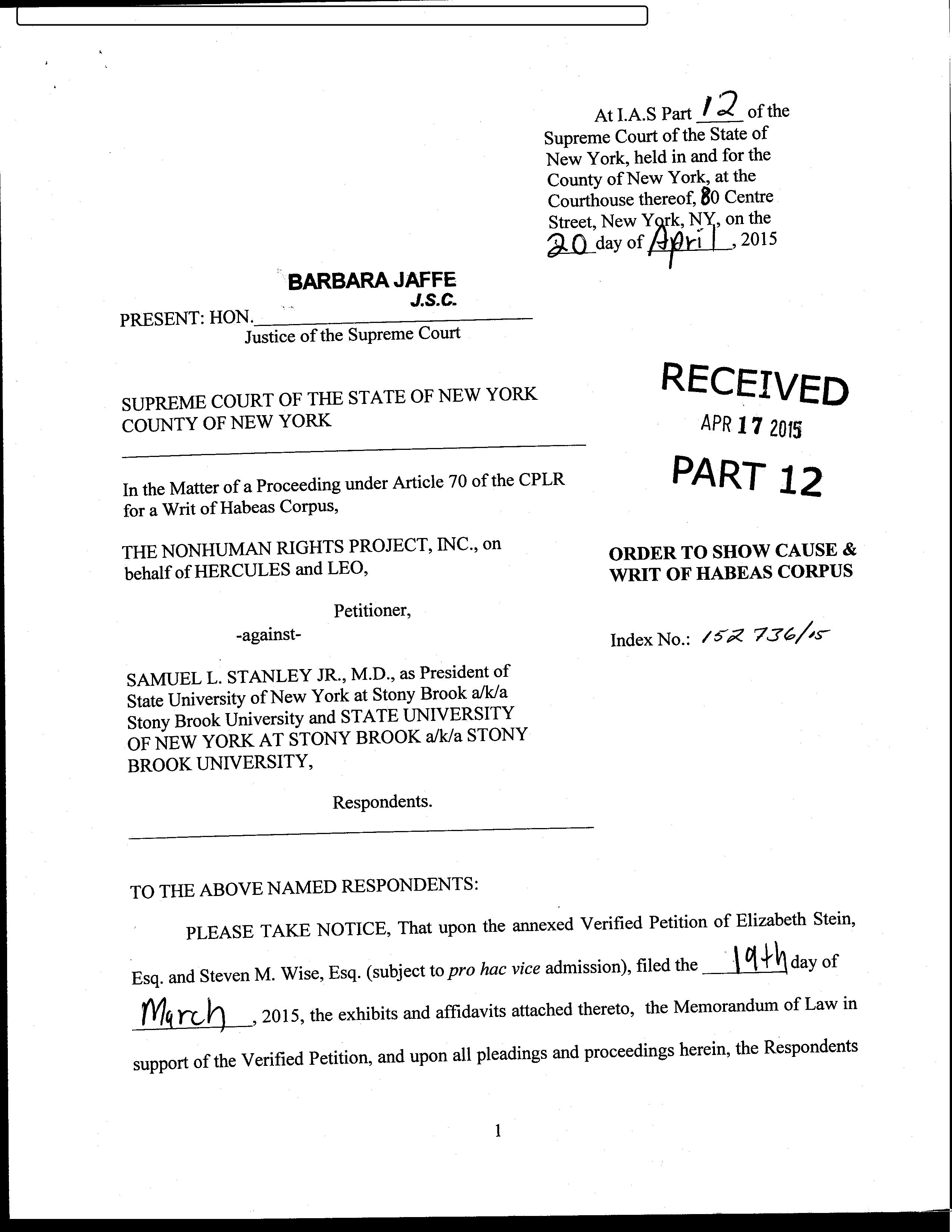
Ordre Hercules et Leo Habeas corpus.

En 1992, la Suisse modifie sa constitution pour reconnaître les animaux comme des êtres et non comme des choses . Cependant, en 1999, la constitution suisse a été complètement réécrite.
La Nouvelle-Zélande crée en 1999 des protections juridiques spécifiques pour cinq espèces de grands singes. L’utilisation des gorilles, chimpanzés, bonobos ou orangs-outans dans la recherche, les essais ou l’enseignement est limitée aux seules activités destinées à aider le sujet animal ou son espèce. Un groupe néo-zélandais de protection des animaux fait valoir par la suite que ces restrictions conféraient des droits légaux faibles.
En 2002, l’Allemagne garantit les droits des animaux dans un amendement à sa constitution, devenant ainsi le premier membre de l’Union européenne à le faire.
Le 28 février 2007, le parlement des  îles Baléares, une communauté autonome d'Espagne, adopte la première loi au monde qui confère effectivement un statut de personne à tous les grands singes. L'acte suscite un soutien public aux droits des grands singes dans toute l'Espagne et le 25 juin 2008, un comité parlementaire présente des résolutions exhortant l'Espagne à accorder aux primates les droits à la vie et à la liberté.
Plusieurs pays européens (dont l'Autriche, les Pays-Bas et la Suède) ont totalement interdit l'utilisation des grands singes pour les tests sur les animaux.
L'Argentine a accordé à un orang-outan captif les droits humains fondamentaux à compter de la fin de l'année 2014.
Le 20 avril 2015, la juge Barbara Jaffe de la Cour suprême de l'État de New York ordonne une ordonnance d'habeas corpus à deux chimpanzés captifs mais le lendemain, le jugement est modifié pour supprimer les mots "ordonnance d'habeas corpus",,.

## Soutiens
Les soutiens les plus connus sont Jane Goodall, primatologue, qui a été nommée ambassadrice de bonne volonté des Nations unies pour lutter contre le commerce de la viande de brousse et mettre fin à l'extinction des grands singes, Richard Dawkins, ancien professeur de science à l'université d'Oxford, Peter Singer, professeur de philosophie à l'université de Princeton et Steven Wise, avocat et ancien professeur de Harvard, fondateur et président du Nonhuman Rights Project (NhRP), dont le but est d'obtenir dans la loi des États-Unis la reconnaissance de la personnalité juridique des grands singes et autres animaux non humains, conscients et autonomes,.
En décembre 2013, le NhRP a engagé trois actions en justice au nom de quatre chimpanzés retenus en captivité dans l'État de New York, affirmant qu'ils devraient être reconnus comme des personnes morales jouissant du droit fondamental de la liberté corporelle (c'est-à-dire de ne pas être détenus en captivité) et qu'ils ont droit à des ordonnances d'habeas corpus et devraient être immédiatement libérés et transférés dans des sanctuaires. Les trois demandes d'habeas corpus ont été rejetées, permettant de faire appel, ce qu'a fait le NhRP.
Les études longitudinales de Goodall révèlent que la vie sociale et familiale des chimpanzés ressemble beaucoup à celle des êtres humains. Elle-même les appelle des individus et dit qu'ils la considèrent comme un membre du clan. Les études de laboratoire sur les capacités langagières des singes ont commencé à révéler d'autres traits humains, de même que la génétique, et trois des espèces de grands singes ont finalement été reclassées comme hominidés .
D'autres études, telles que celle réalisée par Beran & Evans, indiquent d'autres qualités que les humains partagent avec les primates non humains, à savoir la capacité de se maîtriser. Pour pouvoir contrôler leur impulsivité, les chimpanzés utilisent des techniques d'auto-distraction similaires à celles utilisées par les enfants. Les grands singes ont également démontré leur capacité à planifier et à se projeter « dans l'avenir », processus de « voyage mental dans le temps ». De telles tâches compliquées nécessitent une conscience de soi, que les grands singes semblent posséder : « la capacité qui contribue à la capacité de retarder la gratification, puisqu'un individu conscient de lui-même peut imaginer ses états futurs ».
Ceci, parallèlement au risque croissant d'extinction des grands singes, conduit le mouvement des droits des animaux à faire pression sur les nations pour qu'elles reconnaissent les grands singes comme ayant des droits limités et une personnalité juridique. En réponse, le Royaume-Uni a interdit la recherche sur les grands singes, bien que les essais sur d'autres primates n'aient pas été limités.
Thomas Rose, écrivain et conférencier, soutient que l'octroi  à des non-humains de droits légaux conférés à des êtres humains n'a rien de nouveau. Il souligne que dans la majorité du monde, « les entreprises sont reconnues en tant que personnes morales et bénéficient de nombreux droits identiques à ceux dont jouissent les êtres humains, le droit de poursuivre en justice, de voter et de la liberté de parole ». Dawn Prince-Hughes écrit que les grands singes respectent les normes communément acceptées de la personnalité : « la conscience de soi, la compréhension du passé, du présent et du futur; la capacité de comprendre des règles complexes et leurs conséquences sur le plan émotionnel ; choisir de risquer ces conséquences, une capacité d'empathie et la capacité de penser de façon abstraite ».
Gary Francione remet en question le concept d'octroi de la personnalité en se demandant si l'animal en question est semblable à l'être humain (comme certains le prétendent pour les grands singes) et précise que la sensibilité est la seule caractéristique qu'un animal doit posséder pour disposer de droits fondamentaux. Par conséquent, affirme-t-il, ces droits doivent également être accordés à d'autres animaux, y compris les souris et les rats.

## Interprétation
Selon le libellé précis de toute déclaration proposée ou adoptée, la personnalité des grands singes peut soulever des questions concernant les protections et les obligations découlant du droit national et international, telles que : 
- Articles 7 à 29 de la Déclaration universelle des droits de l'homme
- La Convention de 1954 relative au statut des apatrides et la Convention de 1961 sur la réduction des cas d'apatridie concernant la nationalité et la citoyenneté des personnes
- Dispositions 4 et 5 de la Déclaration des droits de l'enfant